# Basilique Notre-Dame-de-Bon-Secours de Saint-Avold
Pour les articles homonymes, voir Notre-Dame-de-Bon-Secours et Basilique Notre-Dame.
La basilique Notre-Dame-de-Bon-Secours de Saint-Avold est une basilique mineure catholique érigée par le pape Pie XI et située dans la commune française de Saint-Avold, dans l'est du département de la Moselle. La longueur de l'édifice atteint 45 mètres, alors que la croix de Lorraine du dôme culmine à plus de 33 m au-dessus du dallage de la nef.

## Légendes relatives à la fondation de la basilique
Des moines bénédictins de l'abbaye de Saint-Avold se rendaient à leur ferme de Fürst en prenant le chemin de Walmen (Valmont). Un des moines aperçut une statue de la Vierge Marie dans un buisson près du chemin et la rapporta au couvent. Peu de temps après elle disparut. S'en retournant à la ferme de Fürst, il la retrouva dans ce buisson. De nouveau il la rapporta au couvent et elle disparut pour être retrouvée encore une fois dans le buisson. À la vue de la répétition de ce miracle, les moines décidèrent la construction d'une chapelle nommée Walmer Kapelle (chapelle de Valmont) à cet endroit. Cette chapelle est à l'origine de l'actuel sanctuaire, la basilique Notre-Dame-de-Bon-Secours.
Une deuxième légende rapporte qu'une statue de la Vierge transportée de Saint-Avold à Valmont, une fois posée au bord du chemin, ne pouvait plus être ni déplacée ni soulevée, malgré les efforts de nombreuses personnes appelées en renfort. On y vit un signe du ciel et l'on décida la construction de la chapelle à cet endroit.

## Histoire

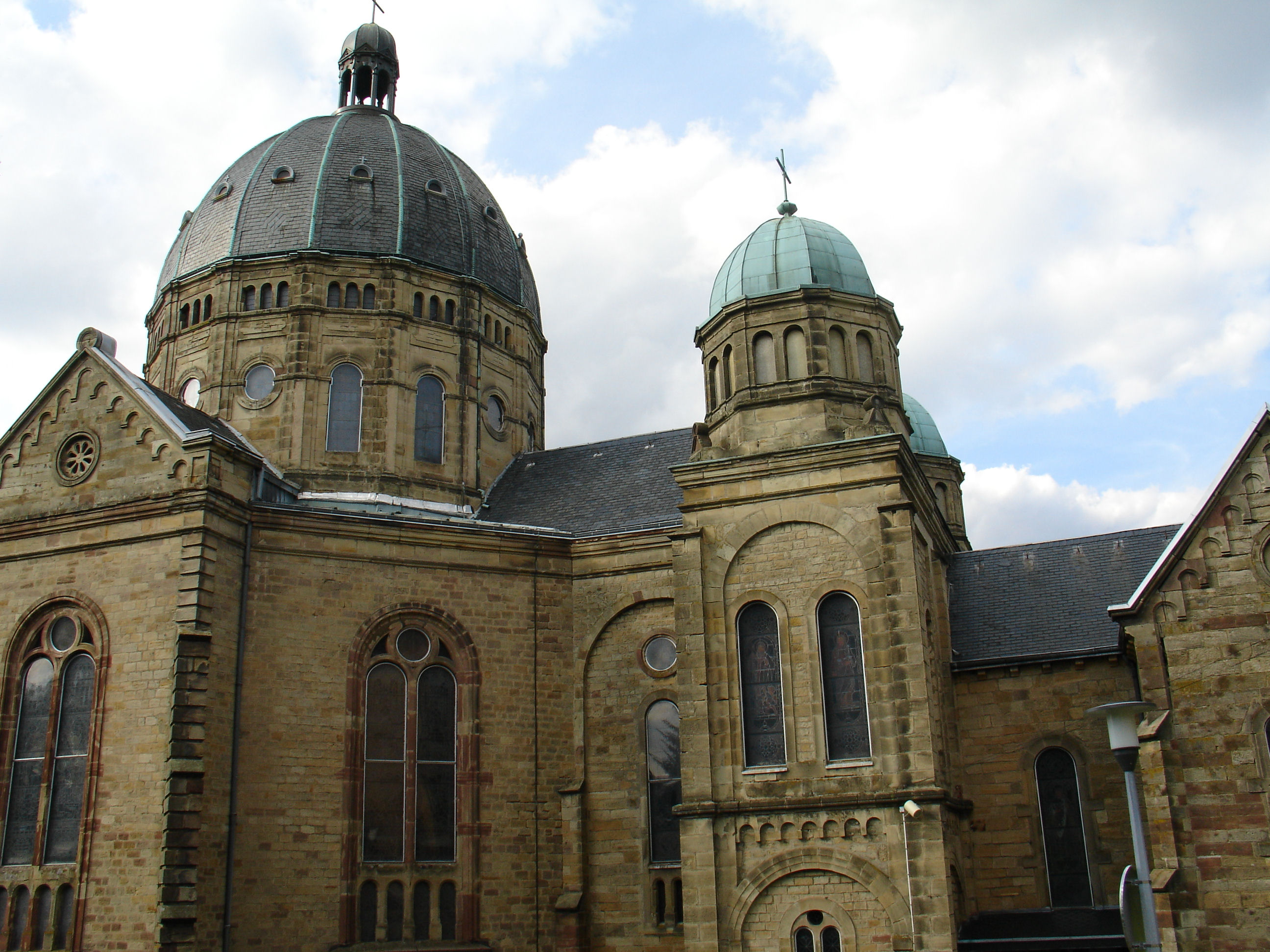
La façade sud.

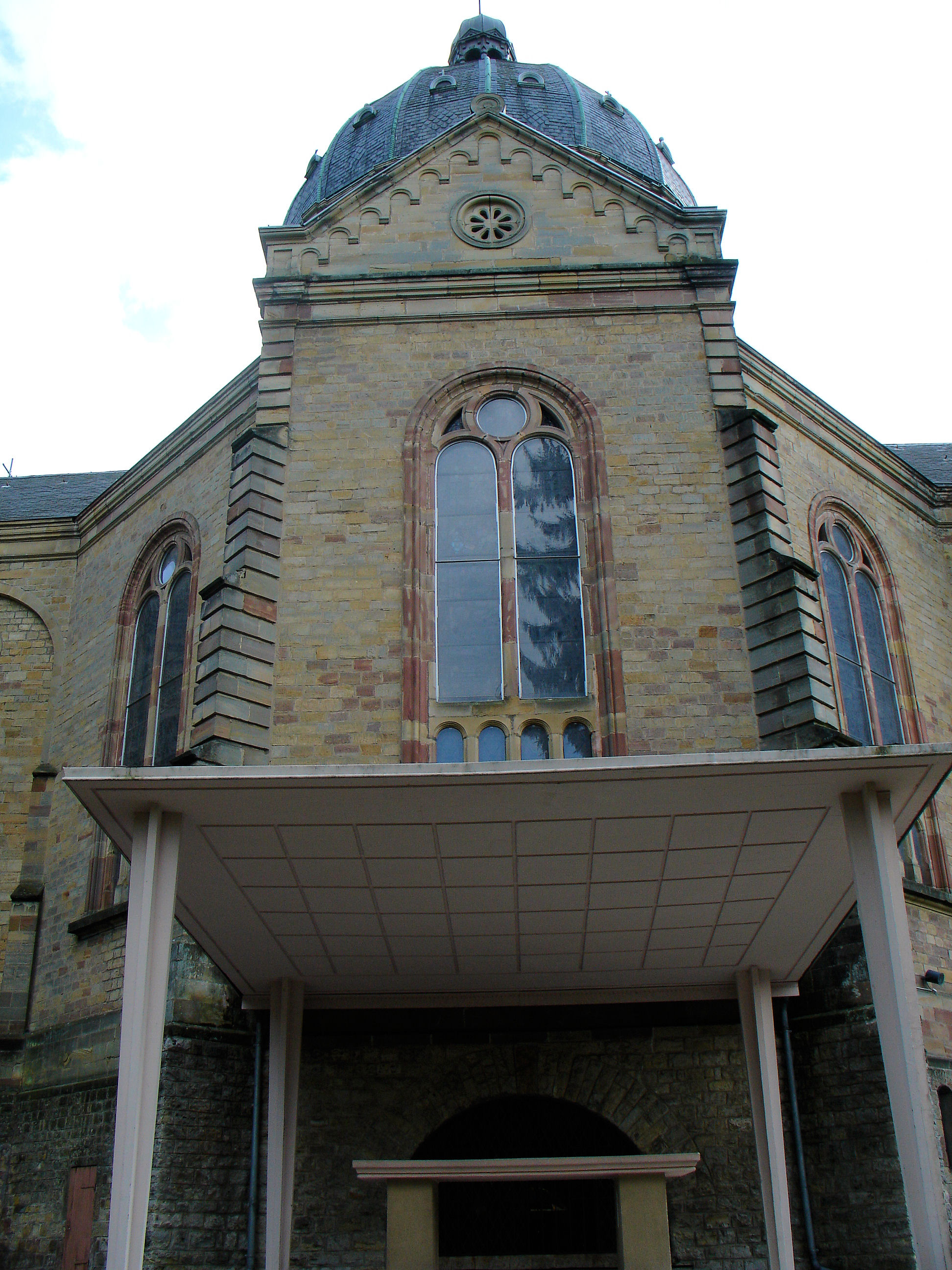
La façade nord et l'autel aménagé sur l'esplanade.

Une première chapelle est érigée à cet endroit au XVIe siècle, dédiée à Notre-Dame du Bon Secours. Elle est remplacée à la fin du XVIIe siècle par un édifice plus grand, construit par les Bénédictins, selon les plans de Sébastien Le Prestre de Vauban. Malgré les vicissitudes de la fureur révolutionnaire et la destruction de la chapelle en 1793, la statue de la Sainte Vierge est cachée par les fidèles. L'abbé Houllé, curé-archiprêtre de 1803 à 1841, nous apprend que l'oratoire est reconstruit sous le « Concordat » par les soins des fidèles tant de la ville que des environs. Ce dernier obtient de l'évêché, le 5 août 1806, l'autorisation de bénir la chapelle et de procéder au retour en procession de la statue sauvée. C'est ainsi que le pèlerinage peut reprendre, tandis que l'édifice se dégrade progressivement.
La construction d'une nouvelle chapelle, accolée à la précédente, est entreprise fin 1889 par l'abbé Georges-Auguste Lemire, curé-archiprêtre de 1880 à 1906. Ce nouvel édifice, appelée localement « die Valmerkapelle » (la chapelle de Valmont), deviendra par la suite la maison du gardien ; il comprend, outre son chœur orienté vers l'est, un transept et une nef à trois travées. Un petit clocher, élevé à la croisée du transept, reçoit deux cloches le 6 janvier 1891. Plus de 5000 fidèles assistent à la cérémonie d'inauguration de la chapelle, le 11 octobre 1890, par Mgr François-Louis Fleck, évêque de Metz. L'abbé Lemire fait procéder à partir de 1896 à l'achèvement de l'édifice, afin de lui conférer, mis à part quelques détails, son aspect actuel. Le nouvel ensemble est ainsi inauguré le 7 octobre 1902. Le pèlerinage marial prenant toujours davantage d'importance, son retentissement vaut à la chapelle d'être élevée par le pape Pie XI au rang de basilique mineure, le 31 août 1932.
La basilique ne subit pas de dégâts majeurs durant la Seconde Guerre mondiale et ses violents bombardements, seul le dôme étant sérieusement endommagé. L'abbé Georges Klein, curé-archiprêtre de 1946 à 1961, conduit avec succès la restauration nécessaire. En 1946, la plus vieille tour de la basilique est démolie avec la statue de l'ange qu'elle portait. Par la suite, les pères marianistes Louis Barbier et Henri Bergeret, figures marquantes, entreprendront d'autres travaux. Le petit dôme ou lanternon manquant qui surmontait la coupole a été restitué. La basilique souffre au début du XXIe siècle d'importants problèmes d'infiltrations touchant autant la crypte que la coupole. Dans les années 2010, il est même envisagé de la raser. Grâce aux efforts de son recteur, Olivier Riboulot, d'importantes levées de fonds ont lieu, si bien qu'une campagne de restauration a lieu de 2017 à 2019 pour 1,5 million d'euros. L'édifice dont l'intérieur retrouve tout son éclat est de nouveau béni par Mgr Jean-Christophe Lagleize, évêque de Metz, le 5 mai 2019.

## Architecture
La basilique, d'inspiration romane, est érigée sur un vaste terrain en pente. L'édifice est entouré, au nord, de l'esplanade ombragée réalisée en 1950, destinée aux célébrations en plein air et de la grotte de Lourdes ainsi que, au sud, du foyer Notre-Dame et de la chapelle funéraire de l'abbé Lemire, décédé le 14 juin 1922.
Depuis septembre 1898, une statue baroque dédiée à la Vierge Marie est installée dans la niche de la façade ouest. Exécutée par le sculpteur namurois Pierre-François Le Roy (1739–1812), elle provient de l'ancien portail classique conçu par Blondel de la cathédrale Saint-Étienne de Metz, où elle représentait l'Espérance ou bien encore la France. La statue de la Foi l'accompagnant a trouvé place au-dessus du portail de l'ancienne église abbatiale Saint-Nabor.
L'édifice présente, dans sa partie centrale, la perspective d'un splendide dôme à seize pans, d'inspiration Renaissance, surmonté d'un lanternon à jour. Ce dôme est entouré à sa base d'une construction octogonale de plan centré, dont les faces nord et sud sont légèrement saillantes et surmontées de frontons triangulaires, évoquant par là même une idée de transept.
La crypte, au niveau inférieur, est rendue accessible dès 1950 ; elle offre un endroit propice au recueillement. Les vitraux sont l'œuvre de maîtres-verriers naboriens, Arthur Schouler et ses successeurs. La pietà est sculptée par Helmut Muller.

Vues extérieures de la basilique
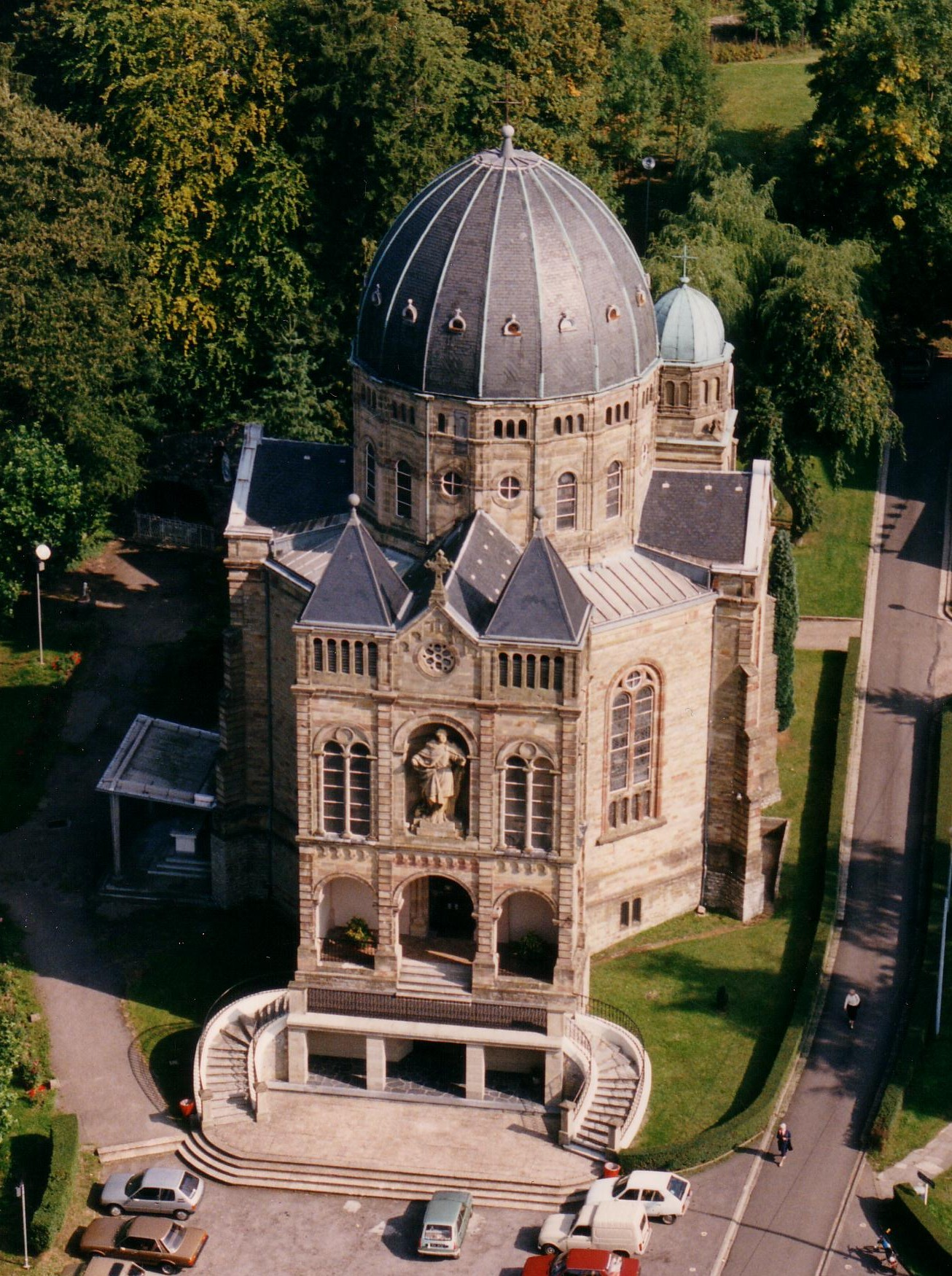
Basilique Notre-Dame-De-Bon-Secours, vue d'ensemble (lanternon manquant).
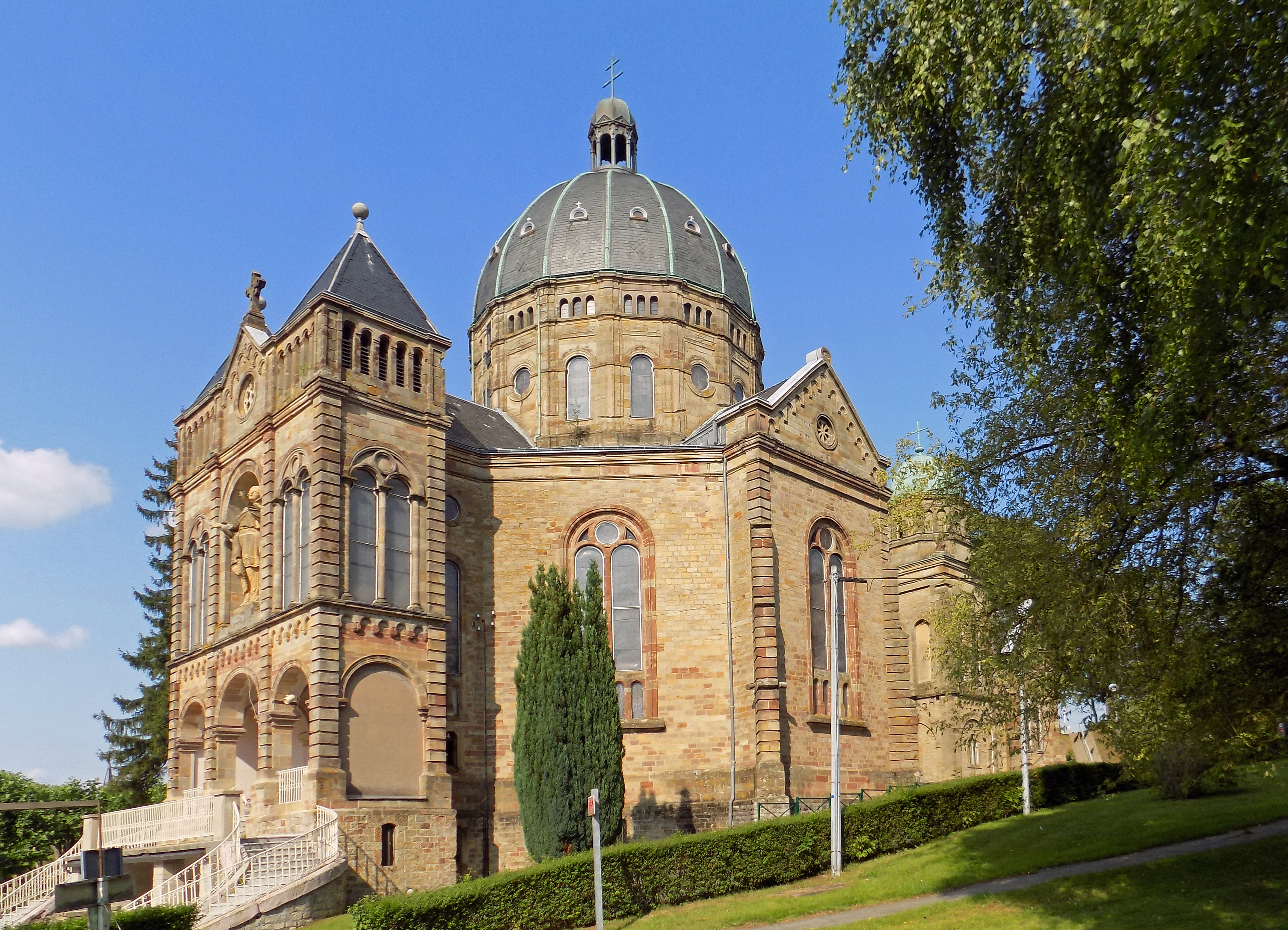
Vue latérale (lanternon restitué).
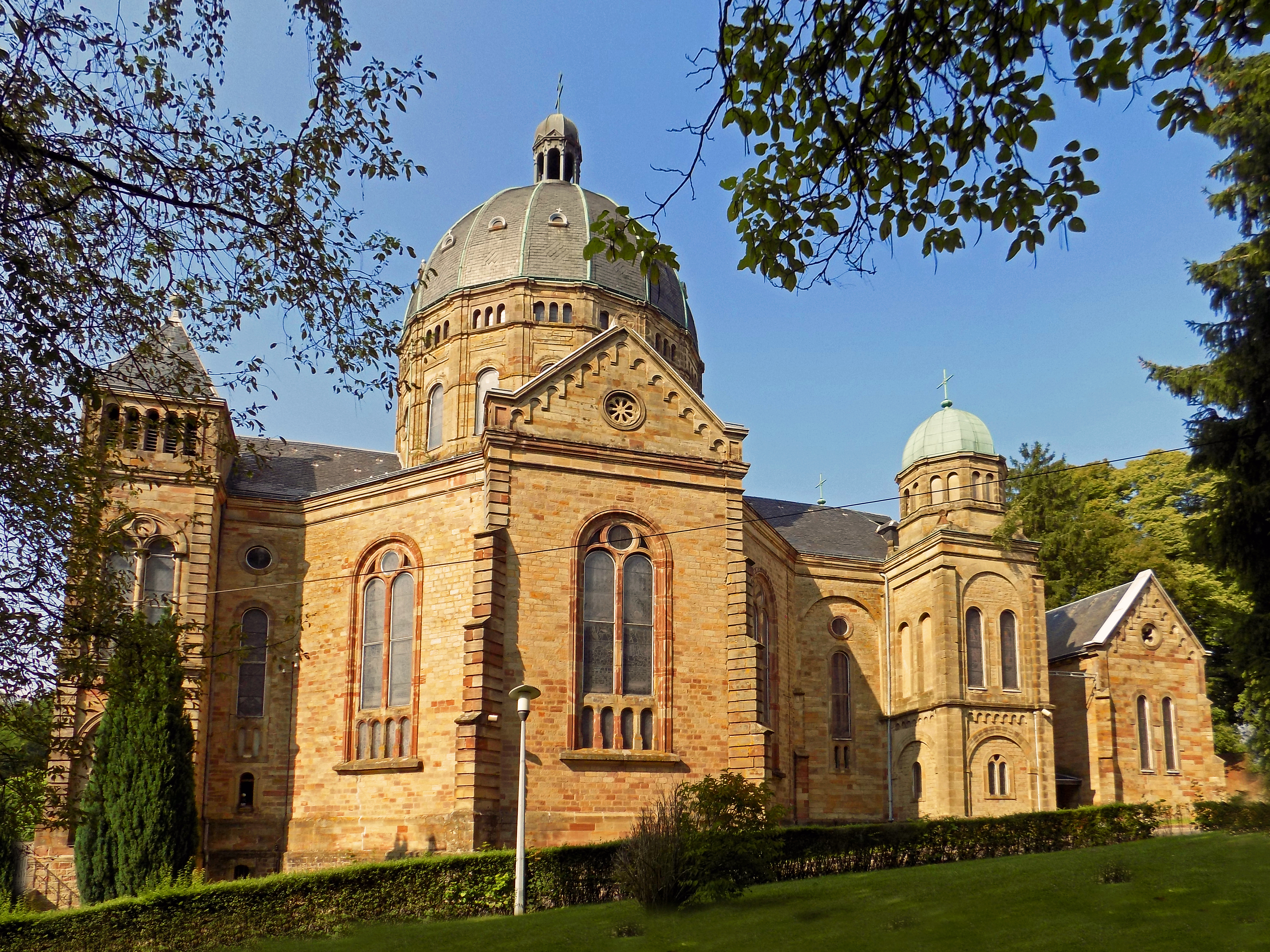
La basilique, vue latérale et transepts.
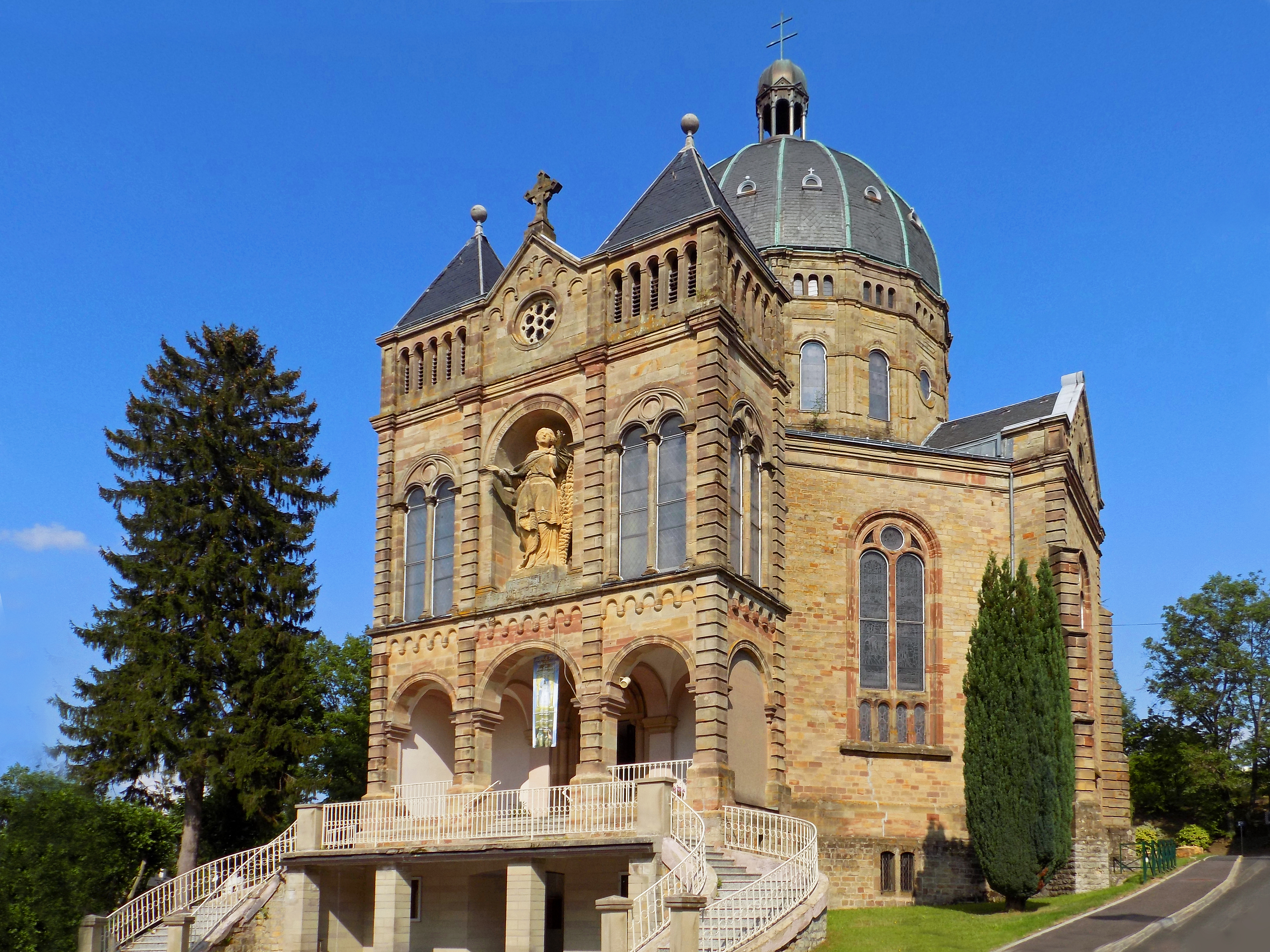
Façade avec statue baroque de la Vierge Marie sculptée par Pierre-François Le Roy.
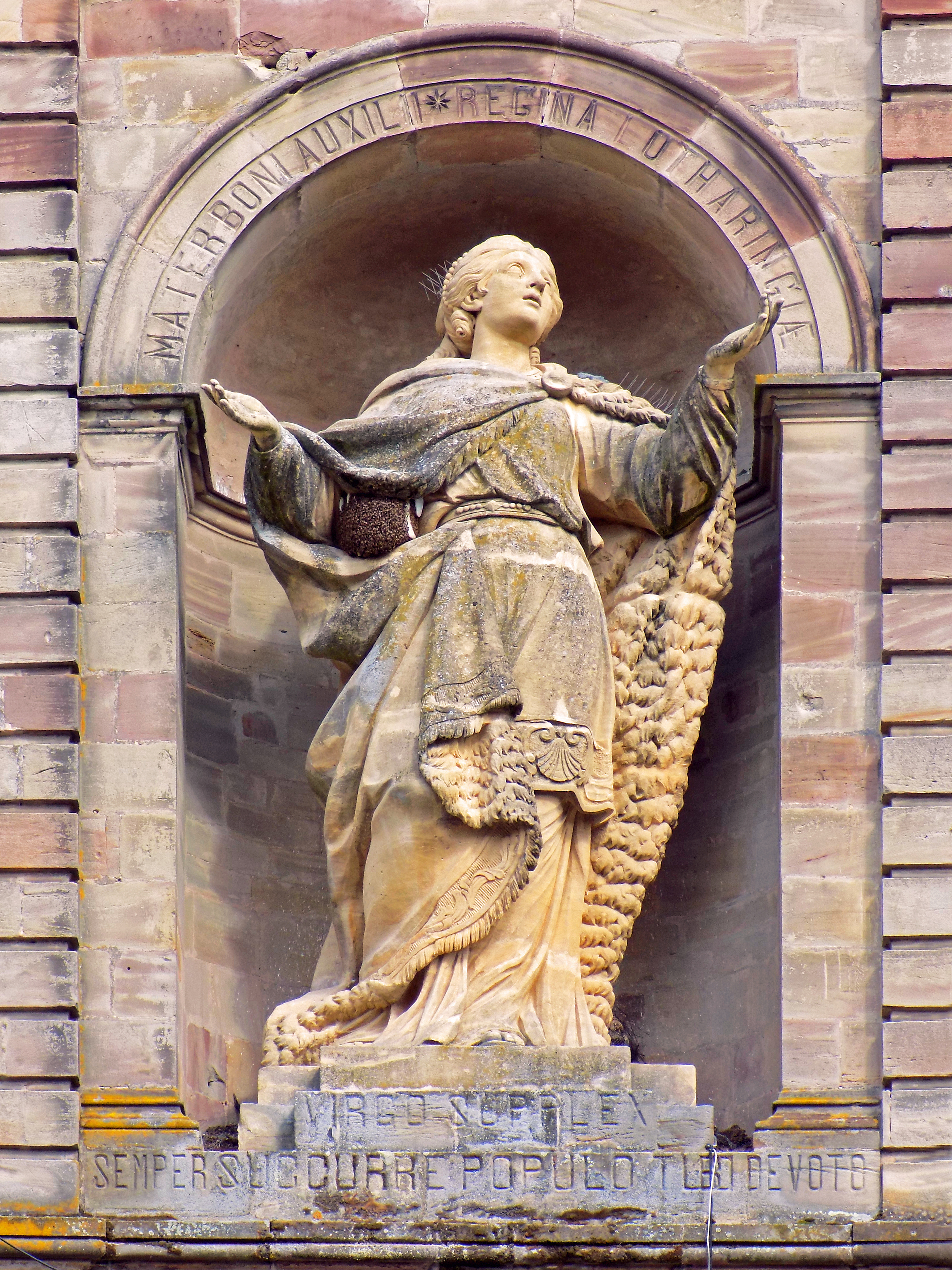
La sculpture baroque de la Vierge Marie de Pierre-François Le Roy.
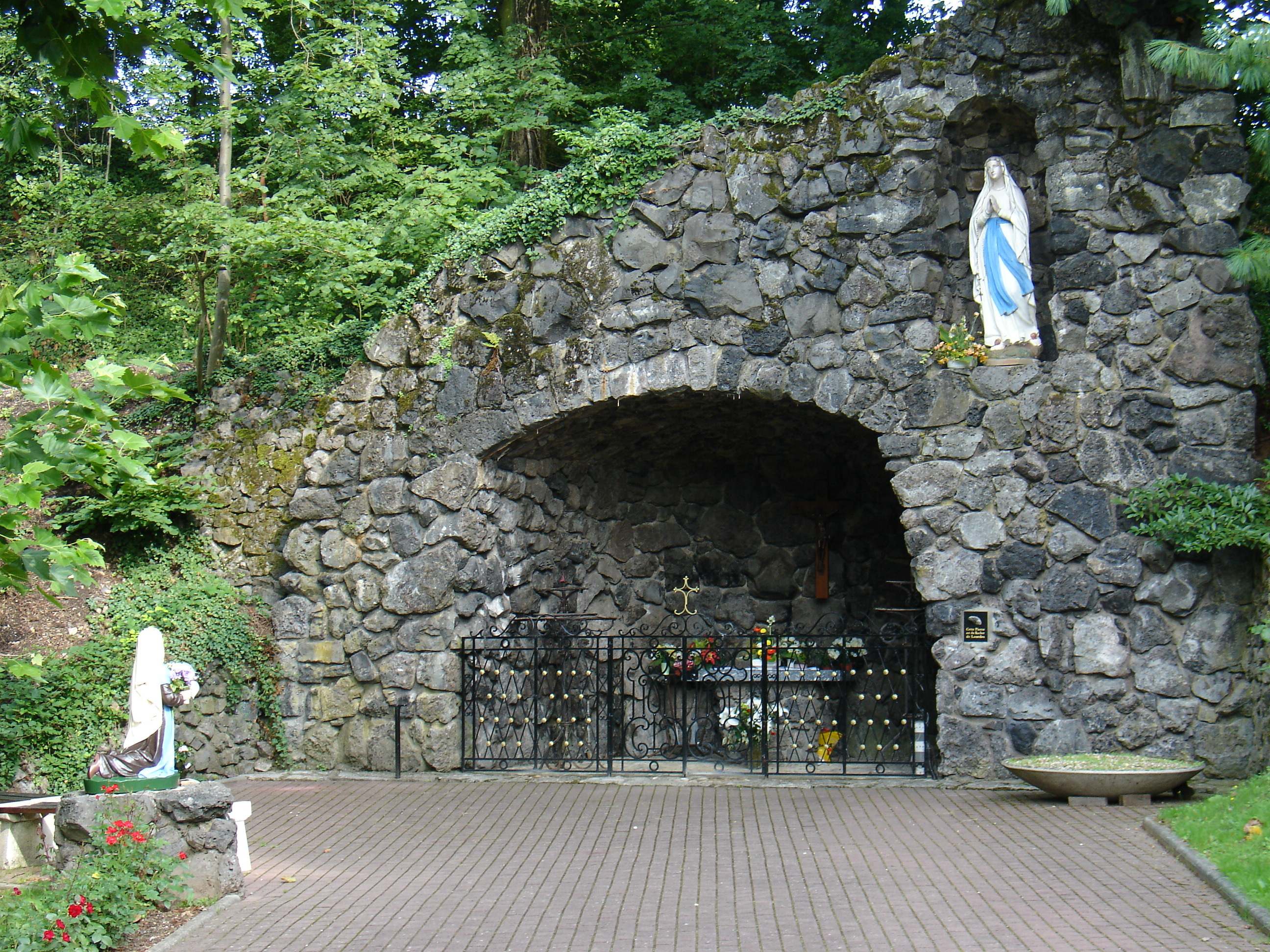
La grotte de Lourdes érigée à l'extérieur, sur l'esplanade.

### Mobilier
Lorsqu'il pénètre dans la basilique par l'entrée sud, qui est l'entrée principale, le visiteur se voit entouré des statues représentant les quatre saints évangélistes saint Jean (l'aigle), saint Luc (le bœuf), saint Marc (le lion) et saint Matthieu (l'homme). Il peut ensuite découvrir une configuration architecturale assez peu fréquente d'église à deux chœurs : le chœur principal, sous la coupole, et le chœur primitif autour de l'autel de la Sainte Vierge derrière lequel la statue de Notre-Dame-de-Bon-Secours domine la nef, abritée sous un élégant baldaquin. Il provient du grand autel démoli dans les années 1960.
Un tambour à seize pans soutient la coupole, supporté par une structure composée de huit solides piliers cylindriques, surmontés d'austères chapiteaux cisterciens sur lesquels s'appuient des arcs discrètement brisés. À mi-hauteur, la monotonie de ces piliers est rompue par des motifs cubiques ornés des armoiries de Saint-Avold et de huit autres villes de Moselle. Deux d'entre eux supportent les insignes de la basilique : l'ombrelle sang et or, ainsi que les deux anges tenant la clochette.
Logé dans l'arcade ouest, l'orgue a été fabriqué et installé par le facteur d'orgues Dalstein-Haerpfer de Boulay en 1949. Il remplace le remarquable instrument datant de 1721 et provenant de l'église Saint-Eucaire de Metz, acheté par l'abbé Lemire en 1901 et installé dans l'édifice en 1902. Cet orgue de conception française provenait de la Basilique Saint-Paulin de Trèves. L'orgue présentait un Plein-Jeu, un jeu de Cornet et d'Écho ainsi qu'un jeu de Bombarde d'origine. Acheté par la paroisse de Saint-Eucaire en 1804, cet orgue que l'on peut qualifier d'historique avait été restauré par les ateliers du facteur d'orgues Sauvage en 1864 avant d'être transféré à Saint-Avold. Il fut démonté en 1946 par la maison Dalstein-Haerpfer pour des raisons inconnues et remplacé par un instrument de bien moindre qualité.
La chaire de C. Guldner, ébéniste de Berus en Sarre et qui datait de 1688 a été démontée. La grande fresque de l'artiste naborien Jean Robert (1906–1976) représentant la Vierge entourée de pèlerins et de membres du clergé a été recouverte de peinture.

Vitraux du chœur octogonal de Franz Xaver Zettler
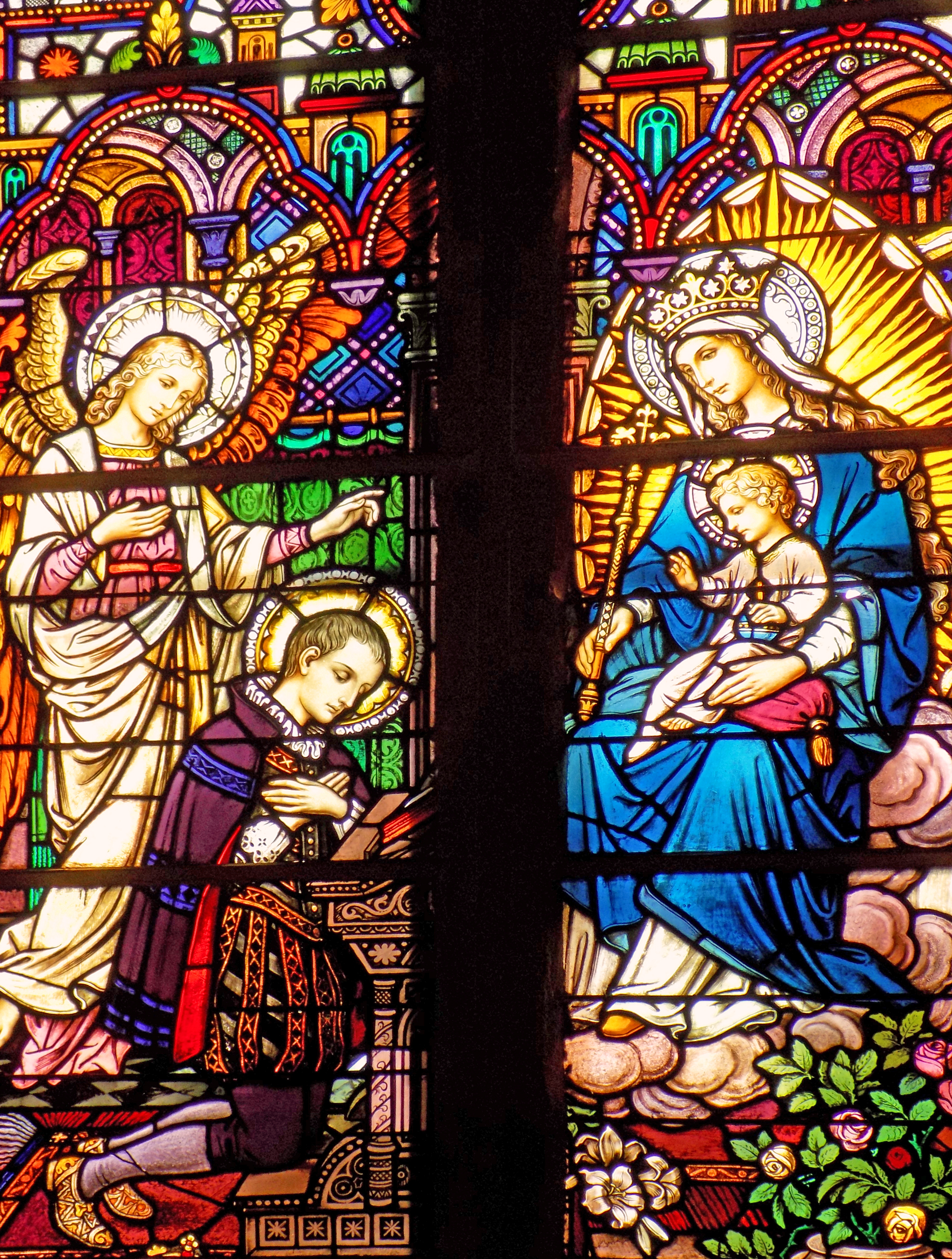
Louis de Gonzague.
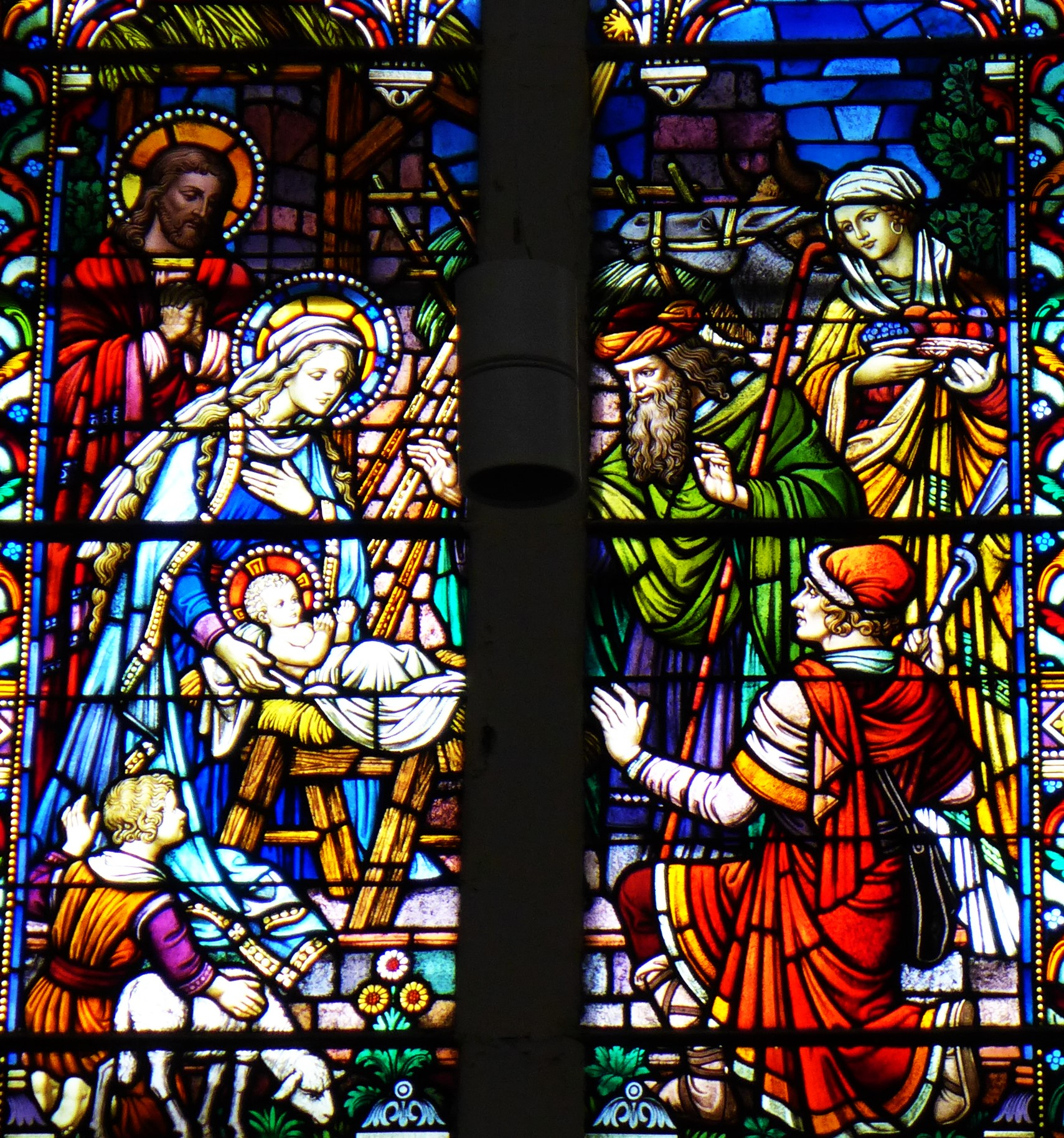
Nativité.
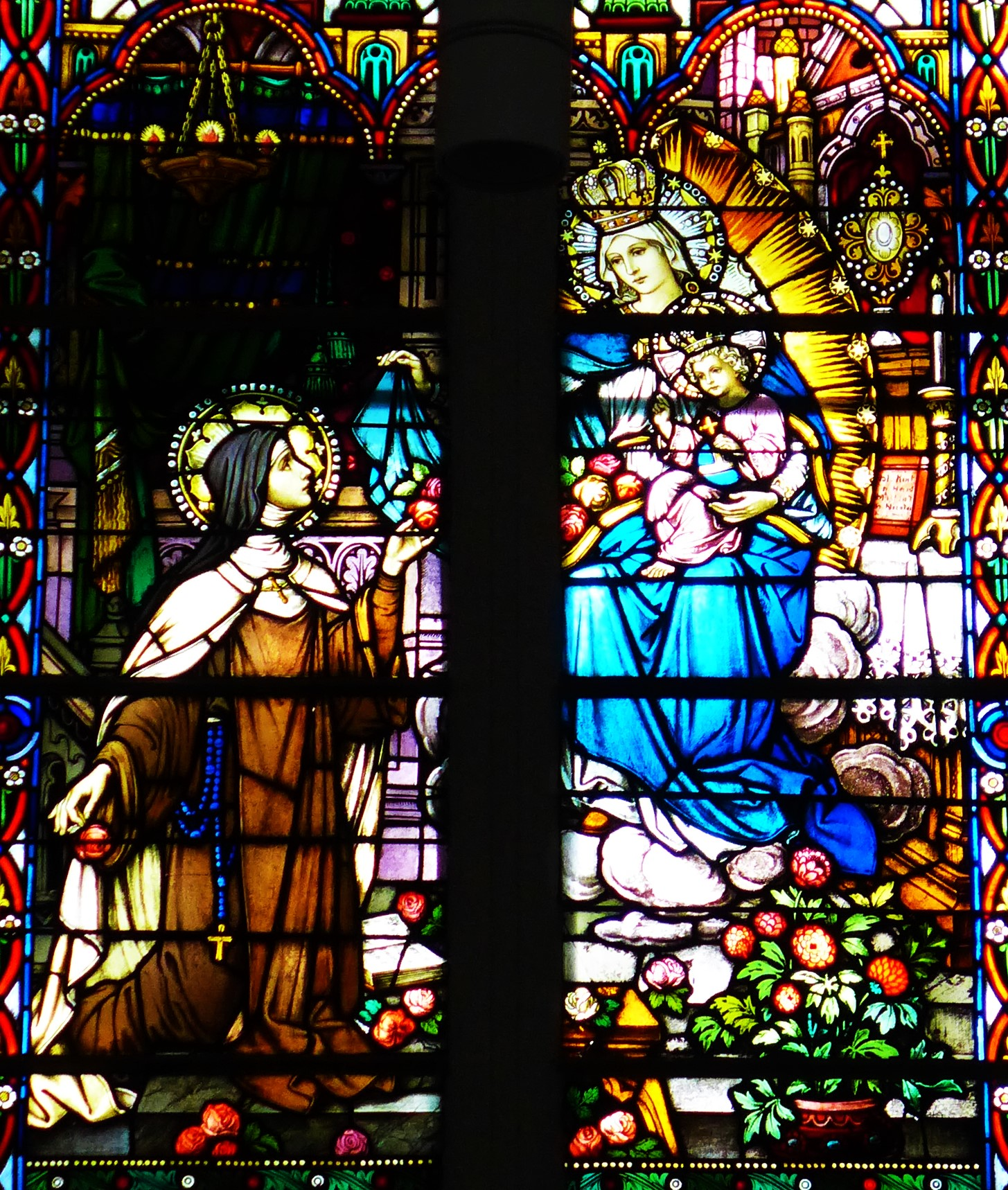
Thérèse de Lisieux.
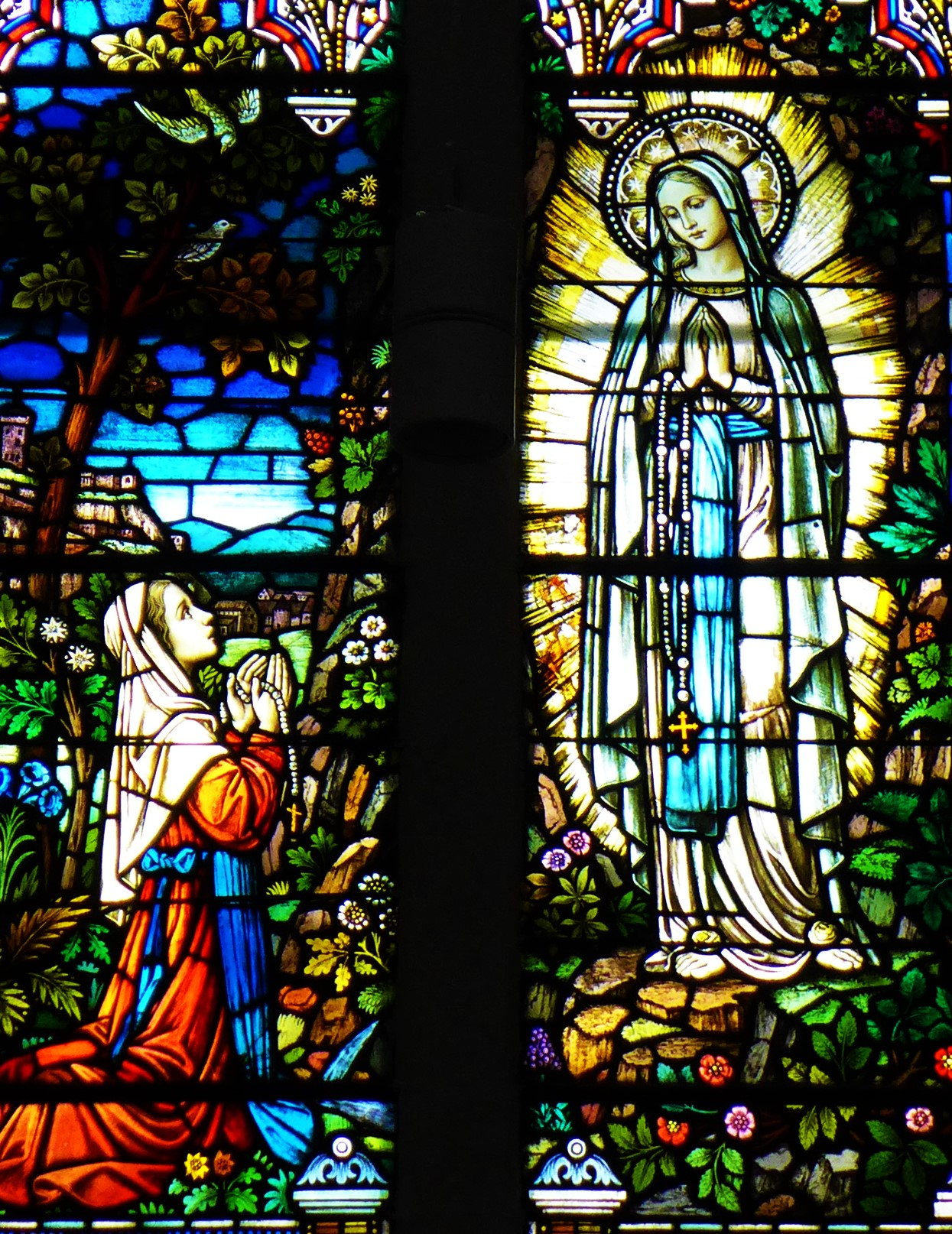
Bernadette Soubirous.

Les vitraux du chœur octogonal, provenant des ateliers Franz Xaver Zettler de Munich, ont pour thème l'invitation à prier Marie. Au nombre de six, les inscriptions explicatives sont en deux langues (français et allemand) :
- Marie manifeste sa puissance à Lourdes (Maria bekundet ihre Allmacht in Lourdes) : Marie apparaît à Sainte Bernadette ;
- Sainte Thérèse prie Notre-Dame-de-Bon-Secours pour nous (Die Heilige Theresia bittet Maria : Hilf für uns) ;
- Marie est la mère de Dieu, de là sa puissance (Maria ist die Mutter Gottes daher ihre Macht) : Scène de la Nativité ;
- Marie devient notre mère, de là sa bonté (Maria ist unsere Mutter daher ihre Güte) : Marie et Saint Jean au pied de la croix ;
- Saint Louis prend la Sainte Vierge pour son avocate (Der Heilige Aloysius wählt Maria zur Beschützerin) : Saint Louis prie la Vierge ;
- Marie demande la prière du chapelet (Maria verlangt das Rosenkranzgebet) : La Vierge tend le chapelet à Saint Dominique agenouillé devant elle.

Les vitraux de l'ancienne église abbatiale Saint-Nabor, détruits en 1944, sont installés par la même firme en 1910. Les vitraux du chœur primitif et de la nef sont l'œuvre des ateliers Hohner de Nancy. Deux d'entre eux portent l'inscription « Metz 1901 Mme Thiria » ; il s'agit probablement d'une généreuse donatrice.
Dans la crypte se trouve une pietà sculptée par Helmuth Muller (1910–1989). À proximité de la basilique, le Chemin de croix a été démoli en 1974.

Vues intérieures de la basilique
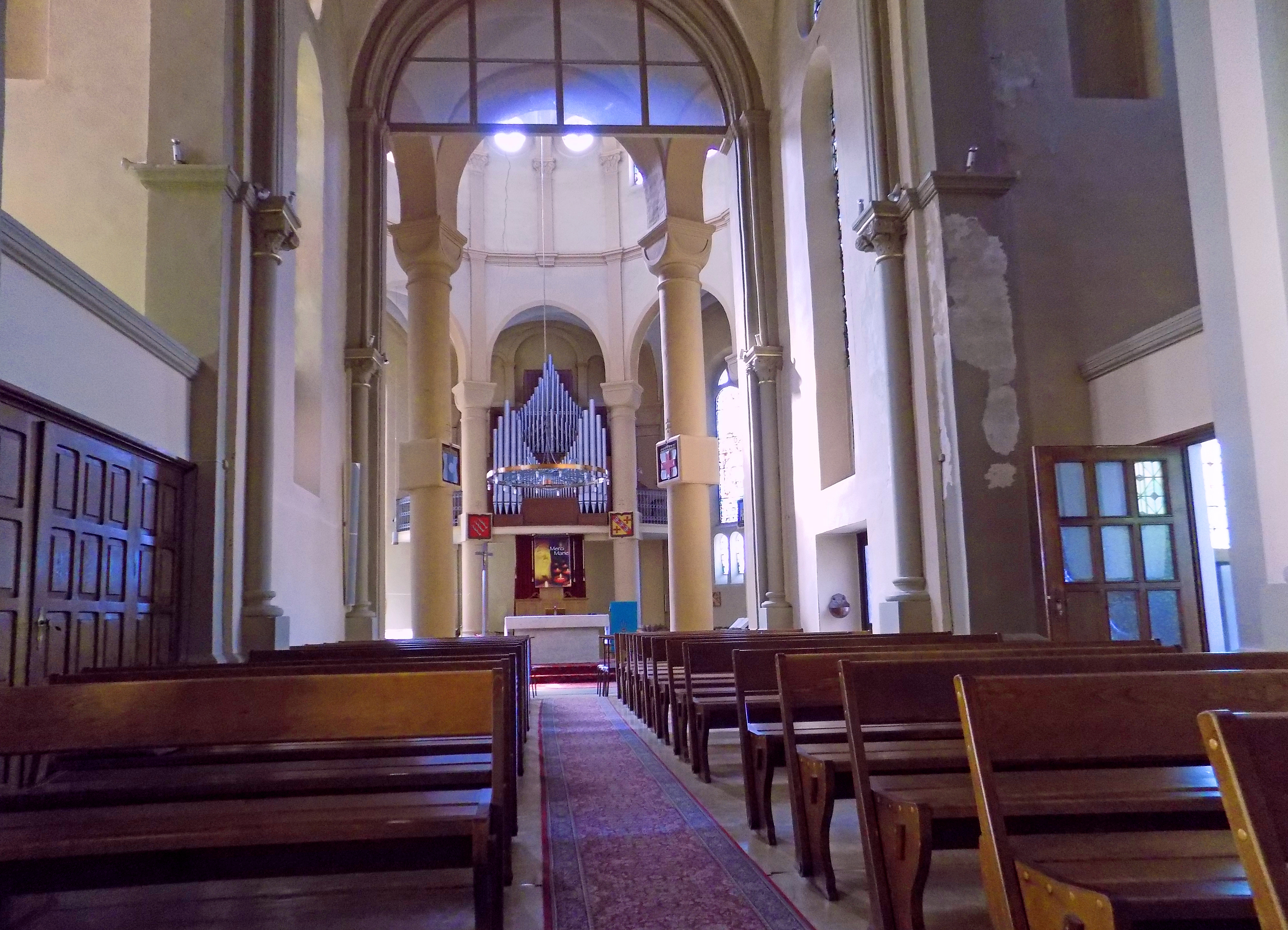
Vue intérieure de la nef.
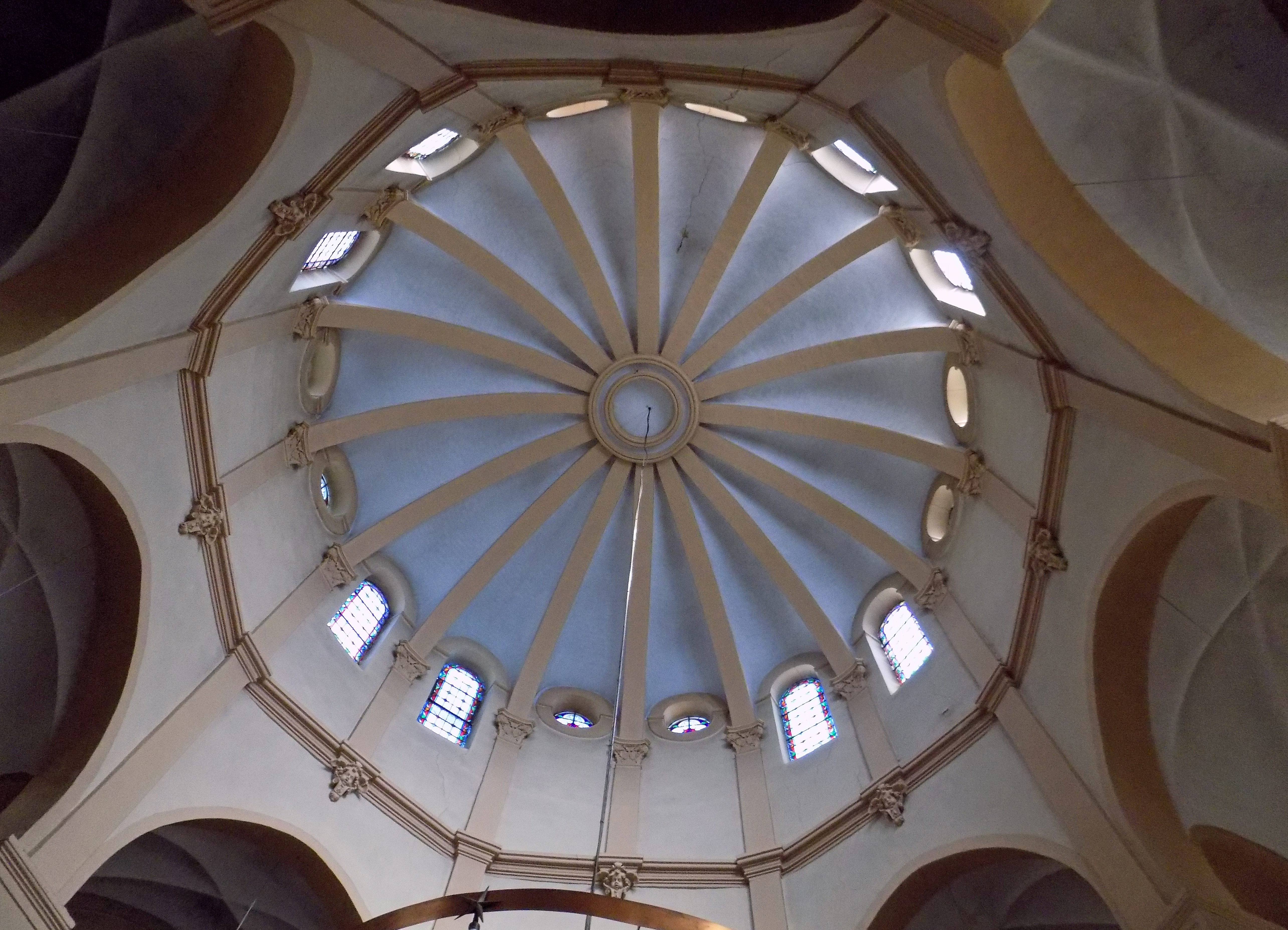
Vue intérieure de la coupole.
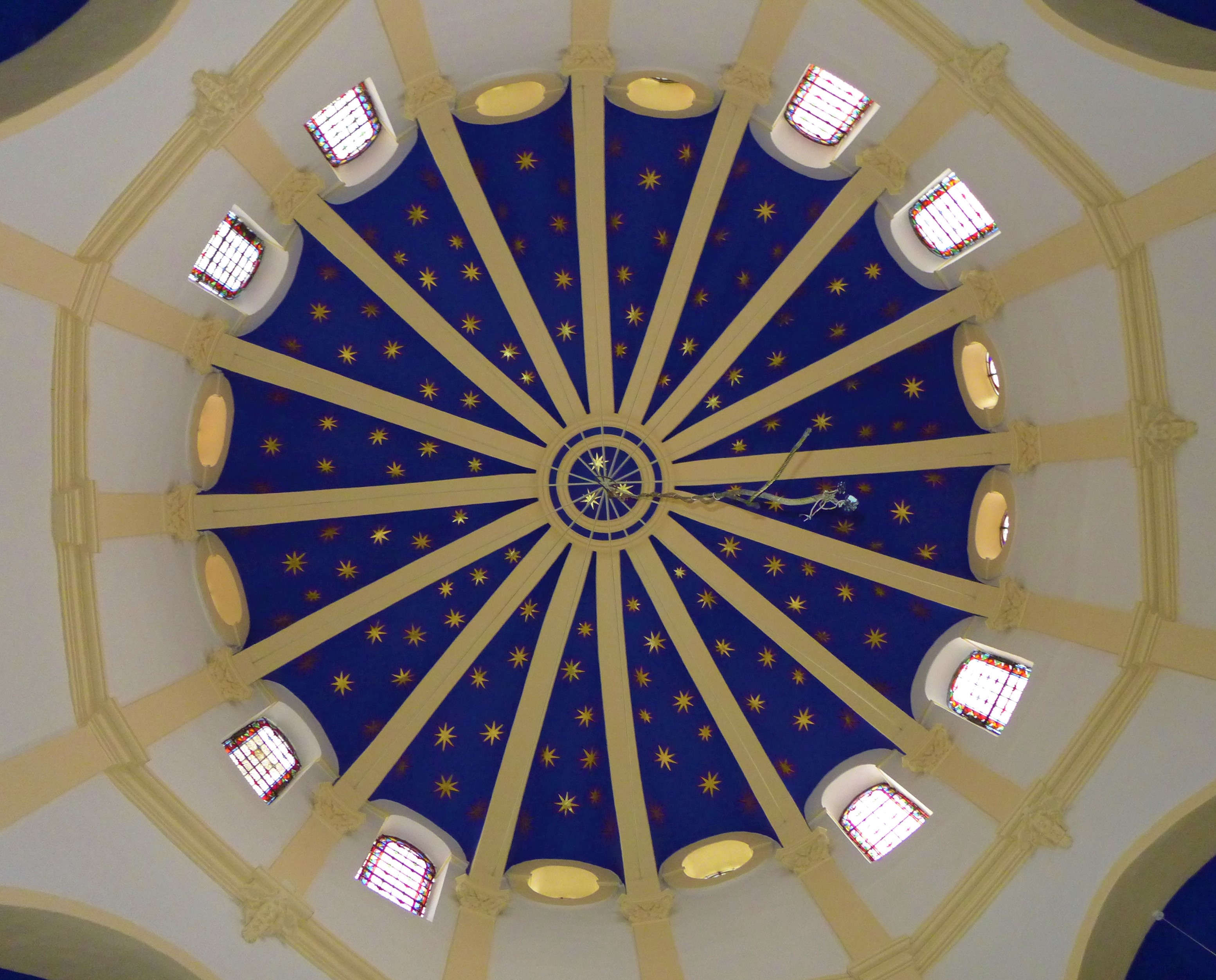
Vue intérieure de la coupole rénovée.
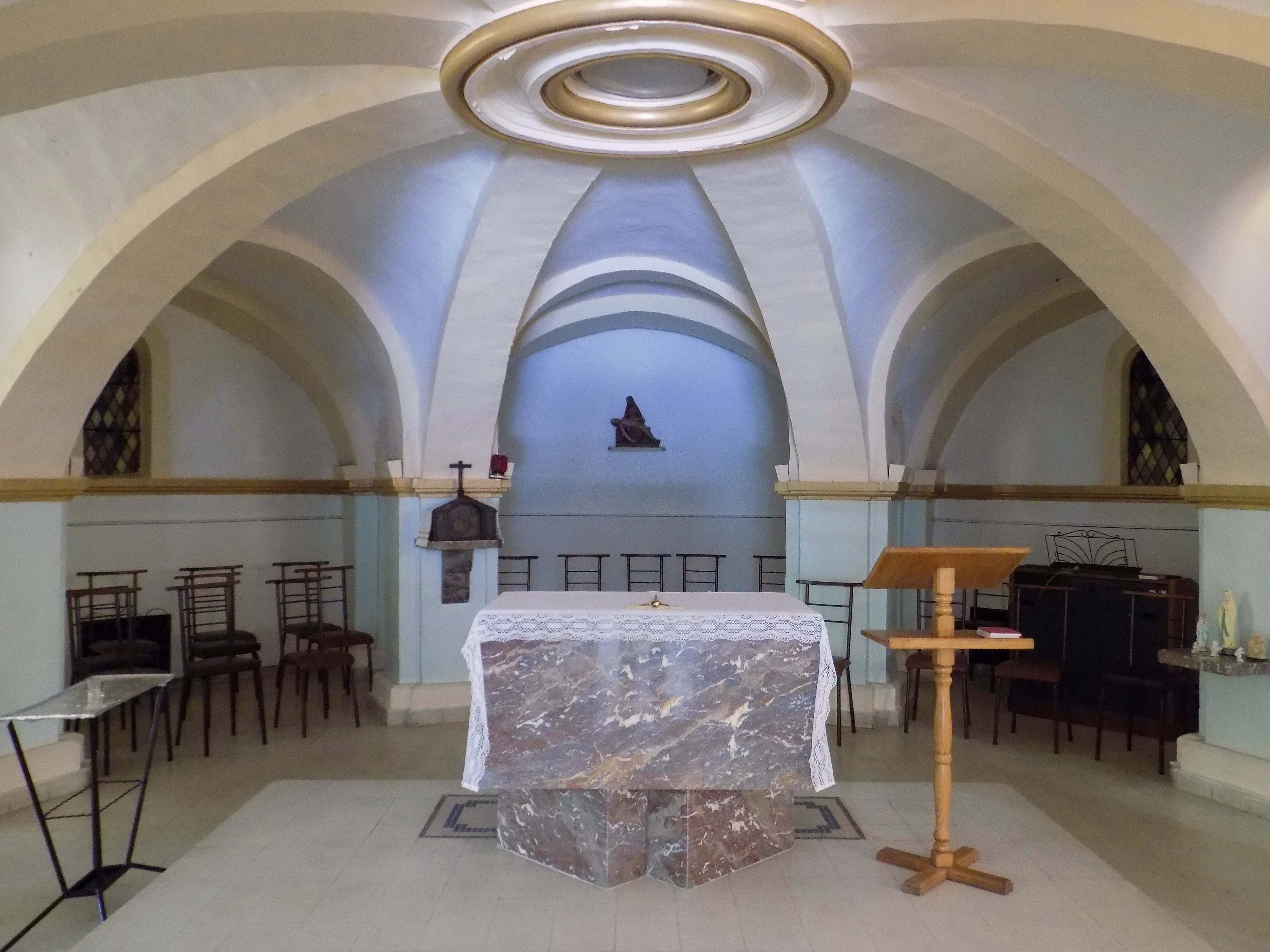
Vue intérieure de la crypte.
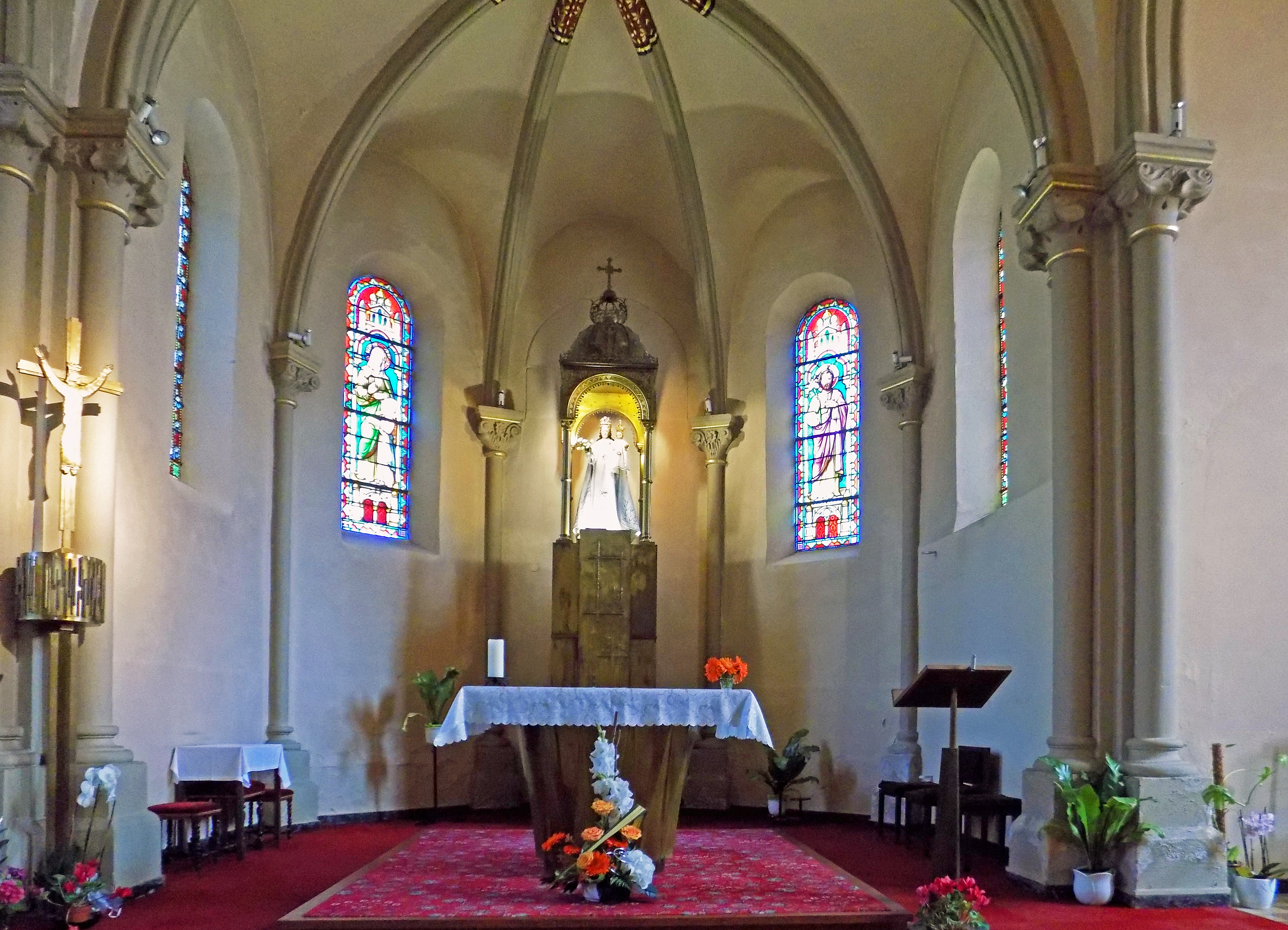
Vue du chœur.
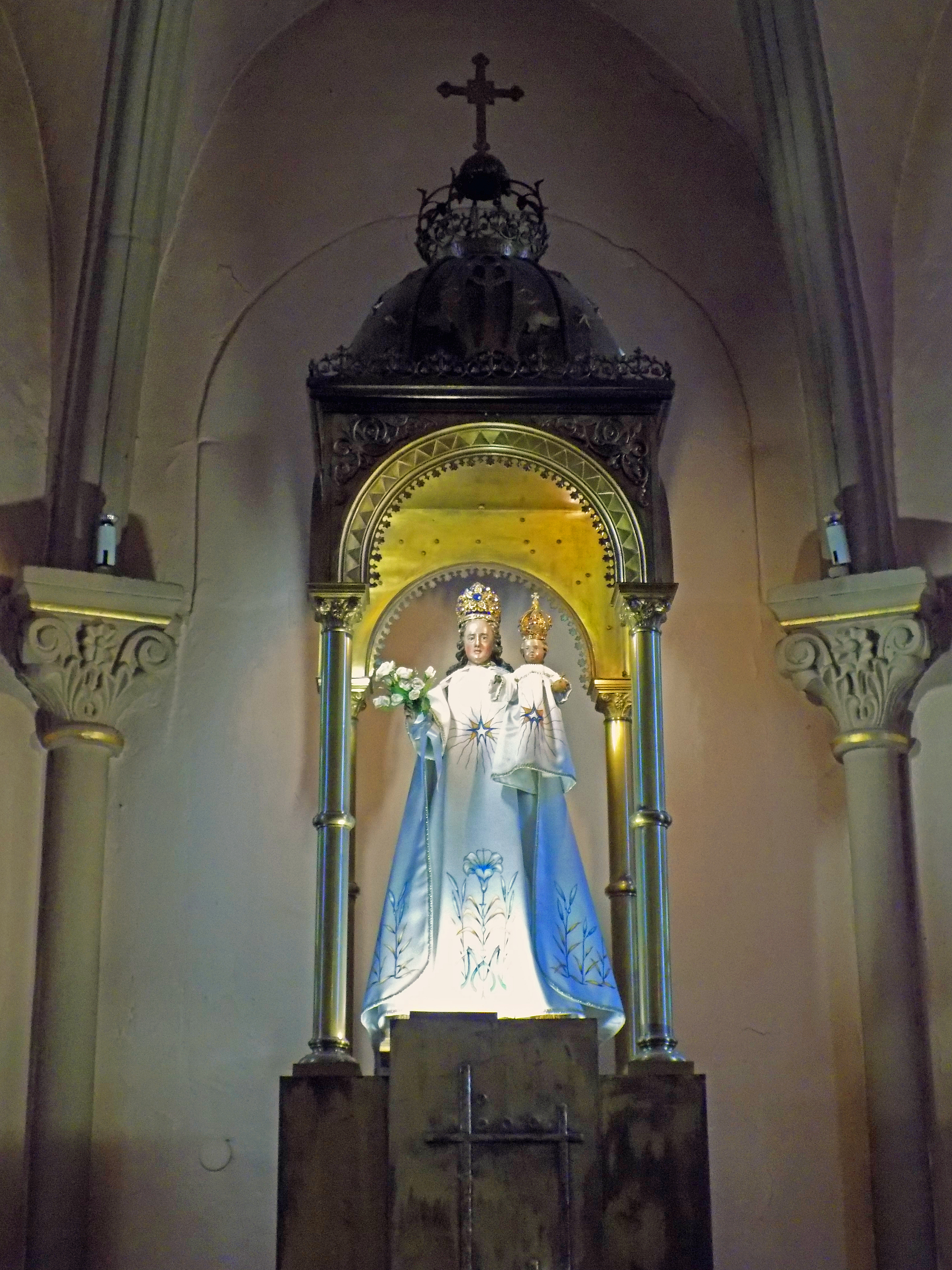
Statue de Notre-Dame-de-Bon-Secours et baldaquin du chœur.
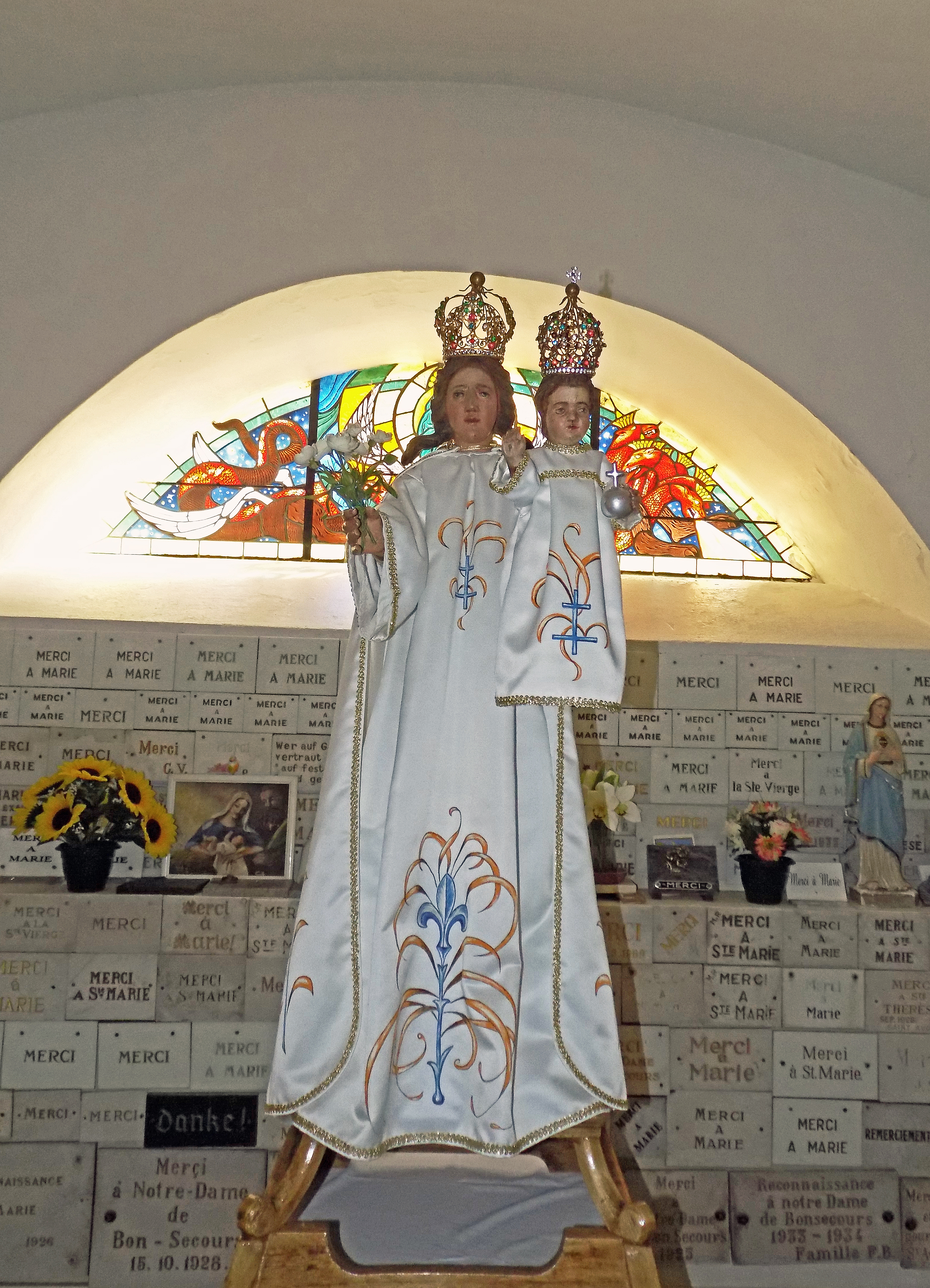
Vierge de procession (crypte de la basilique).

### La chapelle de Georges-Auguste Lemire

Vues de la chapelle Georges-Auguste Lemire
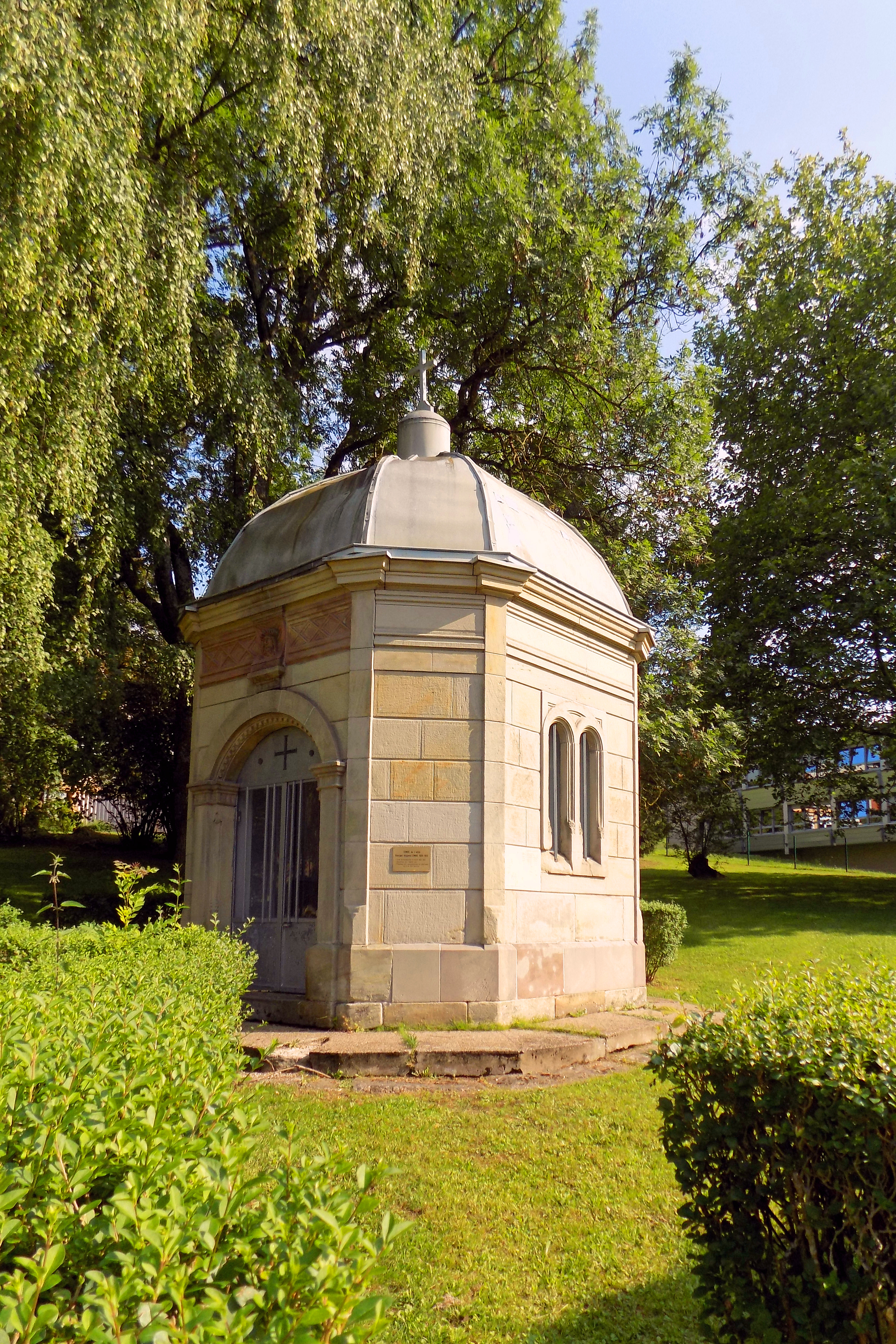
Chapelle funéraire du curé-archiprêtre Georges-Auguste Lemire.
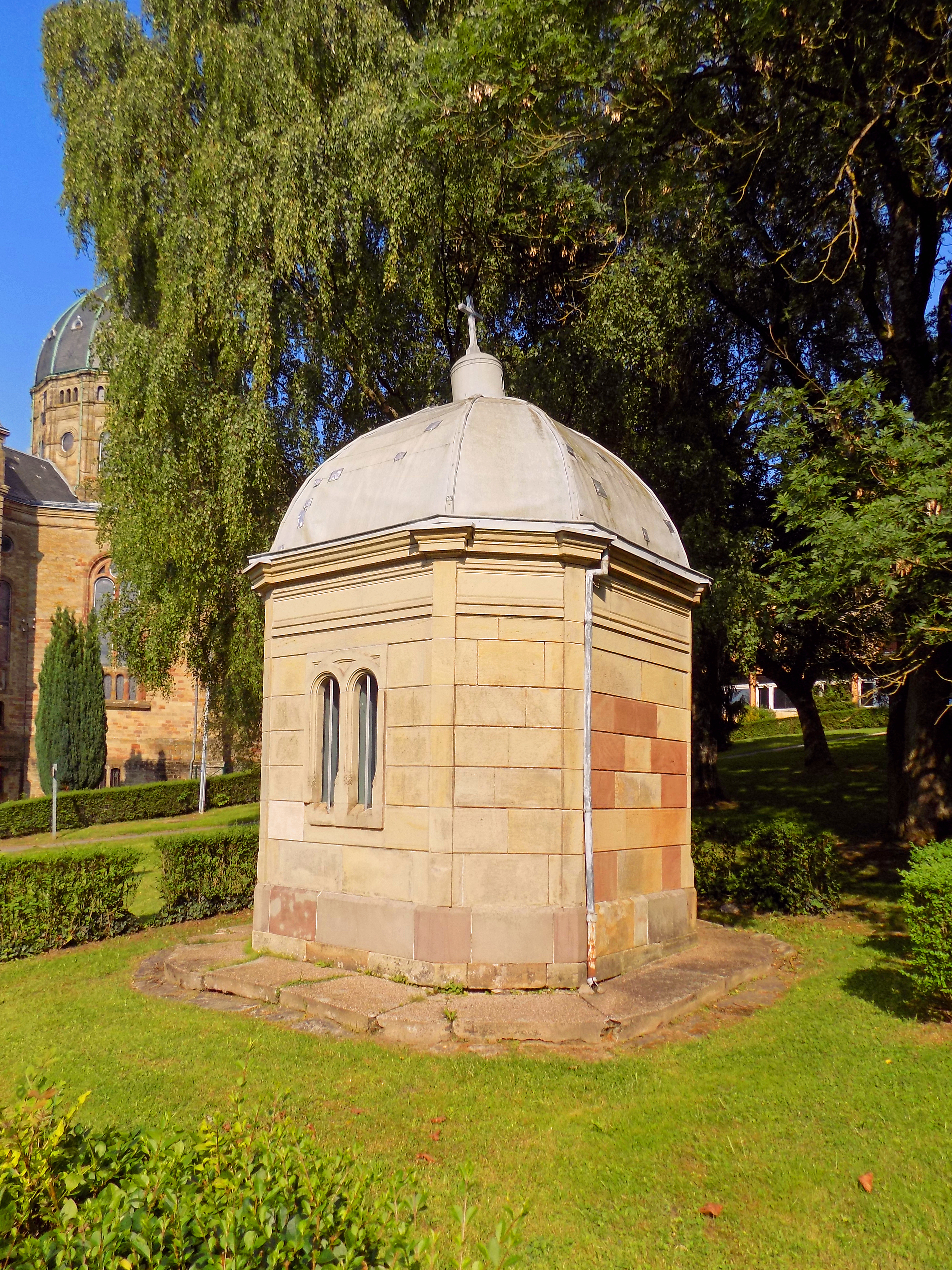
Vue de la chapelle de Georges-Auguste Lemire.